# Jonathan Tweet

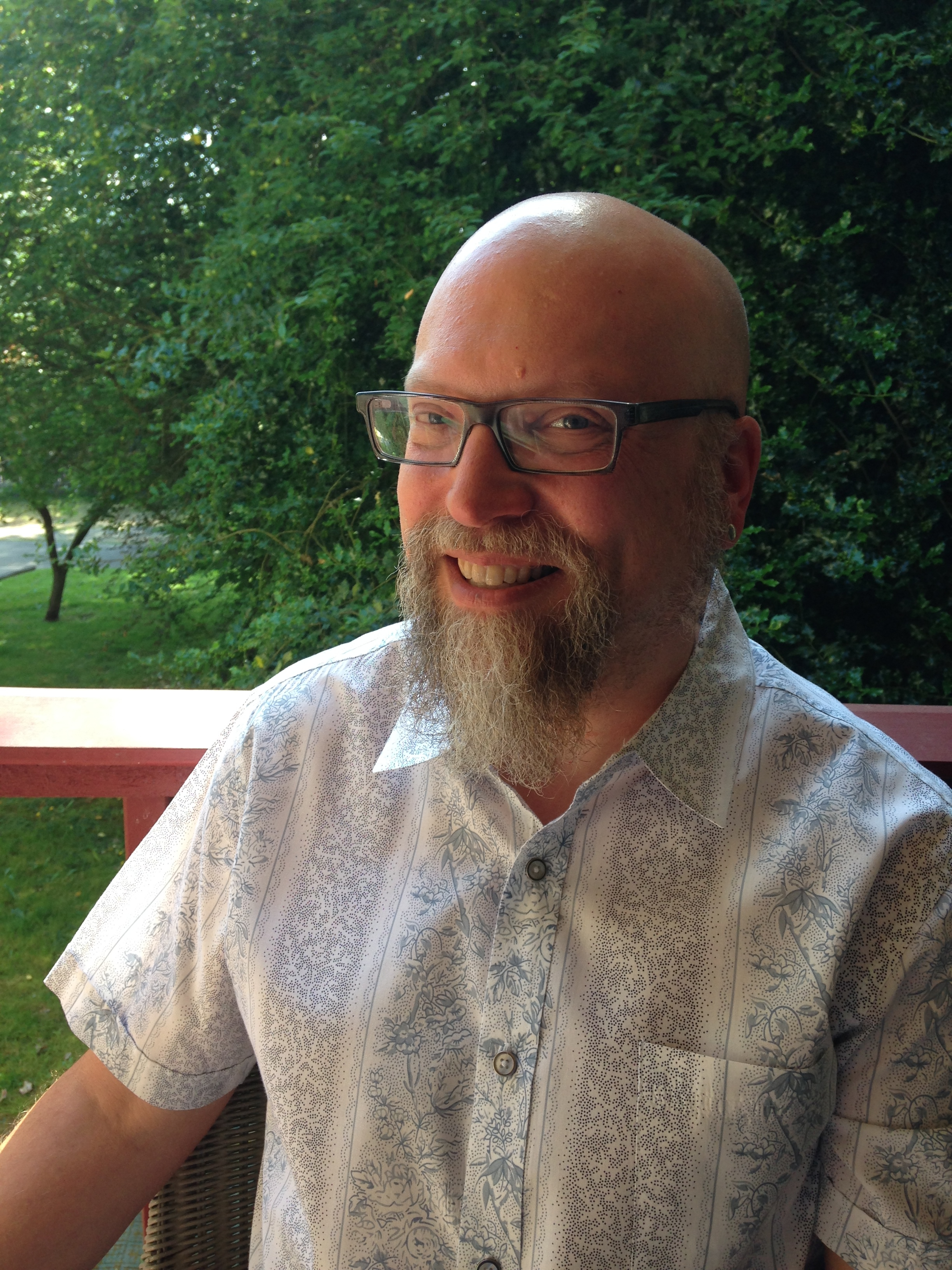
Jonathan Tweet w 2025

Jonathan Tweet - twórca gier fabularnych, znany m.in. z prac nad grami takimi jak Ars Magica, Everway, Over the Edge i Talislanta. Obok Monte Cooka i Skipa Williamsa jest także głównym twórcą trzeciej edycji systemu Dungeons & Dragons. Obecnie pracuje dla wydawnictwa Wizards of the Coast.

## Życiorys
Syn Roalda i Margaret, urodził się w 1965 r. w Rock Island. Żonaty z Tracy (zm. 2008), ma jedno dziecko.
Na jego stronie domowej znaleźć można między innymi krótkie eseje o tematyce kulturalnej i politycznej ze szczególnym uwzględnieniem tematów religii i ateizmu.